# Nancy Argenta
Pour les articles homonymes, voir Argenta.
Nancy Maureen Argenta, née Nancy Maureen Herbison le 17 janvier 1957 à Nelson, est une soprano canadienne, bien connue pour jouer la musique de l'époque pré-classique. Elle a gagné une reconnaissance internationale et est considérée par beaucoup, pour Haendel, comme une des principales sopranos de son temps.

## Biographie
Elle naît à Nelson, en Colombie-Britannique, au Canada. Elle passe ses premières années dans la colonie d'Argenta, à partir de laquelle plus tard, elle prend son nom d'artiste, pour éviter la confusion avec la soprano canadienne, Nancy Hermiston.
Elle commence sa formation en cours de chant dès ses onze ans, avec Amy Ferguson de Nelson, et chante avec la chorale de l'école à la L. V. Rogers High School, de Nelson.
À ce moment-là, elle effectuait souvent des voyages à Vancouver, en Colombie-Britannique, afin d'entendre des événements musicaux et prendre d'autres cours de chant. Après l'obtention de son diplôme de l'école secondaire, en 1975, elle est l'élève de Jacob Hamm à Vancouver et de Martin Chambers à l'Université de Western Ontario, jusqu'à l'obtention de son diplôme en 1980.
La même année, elle remporte le premier prix du concours Sophie Carmen Eckhardt-Gramatté.
Après une formation complémentaire avec Jacqueline Richard à Düsseldorf, entre 1980 et 1981 et avec Gérard Souzay l'année suivante, elle s'installe à Londres et termine ses études avec Vera Rozsa et Peter Pears.
En 1990, elle remporte le Prix Virginia-Parker.
Sa voix de soprano est légère et souple, avec un son qui est considéré comme idéal pour la musique classique ou plus ancienne.

## Carrière
Elle fait ses débuts à l'opéra, dans deux rôles d'Hippolyte et Aricie de Rameau au festival d'Aix-en-Provence en 1983. En 1990, elle reçoit le prix Virginie P. Moore, un prix annuel du Conseil canadien pour le développement de la carrière d'un jeune musicien classique canadien.
Elle est très demandée pour chanter avec des ensembles jouant sur instruments d'époque. Notamment avec l'Academy of Ancient Music et The English Concert, La Petite Bande et sous la baguette de chef d'orchestre aussi éminents que Trevor Pinnock, Christopher Hogwood, John Eliot Gardiner, Roger Norrington et Sigiswald Kuijken. Elle est particulièrement appréciée pour ses interprétations de la musique vocale des deux grandes figures de la musique anglaise de l'époque baroque : Georg Friedrich Haendel et Henry Purcell. Lors de son retour à Aix-en-Provence en 1990, elle y interprétait The Fairy Queen. Elle interprète la plupart des grands opéras et oratorios de Haendel. Elle chante aussi beaucoup d'œuvres chorales ou vocales de Bach tels la Messe en si mineur, les Passions, l'Oratorio de Noël et plusieurs cantates. Elle a également enregistré nombre d'œuvres d'Alessandro Scarlatti, notamment l'oratorio Il martirio di santa Cecilia avec Diego Fasolis, l'un des brillants Dixit Dominus, avec Trevor Pinnock et deux albums de cantates de chambre.
Pour la période classique, elle est réputée pour les interprétations des messes de Haydn (dont certaines enregistrées avec Pinnock et Richard Hickox), La Création, le rôle de Zerlina dans Don Giovanni et Despina dans Così fan tutte. Néanmoins, elle chante des partitions de toutes les époques : elle a enregistré Schubert pour le label Virgin Classics et a chanté dans les performances de Mahler et Arnold Schoenberg.
Elle vit actuellement dans l'état de Victoria, en Colombie-Britannique, après avoir résidé en Angleterre une bonne partie de sa carrière. Elle enseigne au Conservatoire de musique de Victoria et se produit régulièrement avec les ensembles Victoria Baroque Players et Early Music Society of the Islands, dans ses propres concerts d'oratorio et en d'autres lieux.